# Комсомольский (Новокубанский район)
Комсомо́льский — посёлок в Новокубанском районе Краснодарского края.
Входит в состав Ковалевского сельского поселения.

## Население
| 2002 | 2010 |
| ---- | ---- |
| 332  | ↗363 |

## Улицы
| - ул. Железнодорожная, - ул. Комсомольская, - ул. Молодёжная, | - ул. Привокзальная, - ул. Центральная, - ул. Школьная. |